# Ukraińskie tytuły honorowe
Ukraińskie tytuły honorowe przyznawane wraz z odznaką przysługują obywatelom Ukrainy, którzy pracują w odpowiedniej gałęzi przemysłu lub usług nie mniej jak 10 lat i posiadają odpowiednie doświadczenie, kwalifikacje oraz osiągnięcia zawodowe. 
Ustanowiono następujące tytuły honorowe:
- Ludowy Artysta Ukrainy
- Ludowy Architekt Ukrainy
- Ludowy Artysta Sztuki Ukrainy
- Zasłużony Artysta Ukrainy
- Zasłużony Architekt Ukrainy
- Zasłużony Budowniczy Ukrainy
- Zasłużony Wynalazca Ukrainy
- Zasłużony Nauczyciel Ukrainy
- Zasłużony Działacz Sztuk Ukrainy
- Zasłużony Działacz Nauki i Techniki Ukrainy
- Zasłużony Dawca Ukrainy
- Zasłużony Ekonomista Ukrainy
- Zasłużony Energetyk Ukrainy
- Zasłużony Dziennikarz Ukrainy
- Zasłużony Lekarz Ukrainy
- Zasłużony Leśnik Ukrainy
- Zasłużony Mistrz Twórczości Ludowej Ukrainy
- Zasłużony Budowniczy Maszyn Ukrainy
- Zasłużony Metalurg Ukrainy
- Zasłużony Metrolog Ukrainy
- Zasłużony Pracownik Weterynarii Ukrainy
- Zasłużony Pracownik Kultury Ukrainy
- Zasłużony Pracownik Oświaty Ukrainy
- Zasłużony Pracownik Ochrony Zdrowia Ukrainy
- Zasłużony Pracownik Przemysłu Ukrainy
- Zasłużony Pracownik Transportu Ukrainy
- Zasłużony Pracownik Rolnictwa Ukrainy
- Zasłużony Pracownik Opieki Społecznej Ukrainy
- Zasłużony Pracownik Usług Ukrainy
- Zasłużony Pracownik Farmacji Ukrainy
- Zasłużony Pracownik Kultury Fizycznej i Sportu Ukrainy
- Zasłużony Pracownik Ochrony Przyrody Ukrainy
- Zasłużony Racjonalizator Ukrainy
- Zasłużony Artysta Sztuki Ukrainy
- Zasłużony Górnik Ukrainy
- Zasłużony Prawnik Ukrainy
- Matka-bohaterka